# تل الحجر تحتاني
تل الحجر تحتاني قرية سوريّة تتبع إداريّاً لمحافظة حلب منطقة عين العرب ناحية مركز عين العرب، بلغ تعداد سكانها 1,142 نسمة حسب التعداد السكاني لعام 2004.